# Mauritz Rasmusson
Mauritz Rasmusson (latin Mauricius Erasmi), död i april 1577, var en svensk präst.
Mauritz Rasmusson var möjligen son till kyrkoherden Rasmus i Böne socken, och var senast 1566 själv kyrkoherde i Böne. Han framträdde 1576 som motståndare till Johan III:s kyrkopolitik, den så kallade Nova Ordinanta 1575 och Röda boken 1576. I förhör angav Mauritz Rasmusson senare att hans planer på ett uppror väcktes i samband med ett möte med Erik Karlsson Gyllenstierna 1575. Uppmuntrad av denne skall han ha tagit kontakt med andra oppositionella bönder, präster och borgare i Bogesund. Planen var att befria och återinsätta Erik XIV på tronen och om det inte gick välja hertig Karl till kung. Kunskap om sammansvärjningen nådde Johan III sedan Mauritz' bror Lasse Rasmusson som var tjänare hos Erik Gyllenstiernas kusin Nils Gyllenstierna råkade prata med fel personer. I november rapporterades uppgifterna till ståthållaren på Älvsborg Erik Gustafsson (Stenbock) och 12 november ställdes Mauritz Rasmusson inför Redvägs härads häradsrätt. Enligt vittnesmål skulle Mauritz Rasmusson ha fört förrädiskt tal mot kungen, begärt stöd att befria Erik XIV och att döda kungen och all adel i Sverige. Erik Gustafsson, Erik Gyllenstierna och fogden var de första som skulle dödas. 
Mauritz Rasmusson nekade till alla anklagelser men sändes tillsammans med sin sammansvurne Jon Salpetersjudare i Marbäck till Vadstena slott. På vägen lyckades Mauritz Rasmusson rymma men infångades och skadades i axeln under infångandet. Arvid Gustafsson (Stenbock), Sten Axelsson Banér, Jöran Holgersson Gera och Johan Henriksson befalldes att hålla förhör med Mauritz Rasmusson, om det behövdes med hjälp av tortyr. Efter flera förhör dömdes han 19 december till döden för högförräderi. Själv fortsatte han att neka till alla anklagelser. 21 december inlämnade han en skriftlig bekännelse där han anklagade Erik Gyllenstierna för att ha lockat in honom i sammansvärjningen. Efter detta hölls nya förhör under tortyr 24 och 26 december. Nu ändrade Mauritz Rasmusson sin berättelse och tog tillbaka anklagelserna mot Erik Gyllenstierna och utpekade i stället några borgare i Bogesund som anstiftare av upproret. Man uppsköt nu verkställandet av dödsstraffet då man ville försöka fånga hans medbrottslingar. I mars 1577 sändes flera av de utpekade till Vadstena för att konfronteras med Mauritz Rasmusson. Knut Posse och Erik Gustafsson som ledde fortsatta förhör av Mauritz Rasmusson skrev i brev till Johan III att de trodde att anklagelserna mot Erik Gyllenstierna var ogrundade.
En ny rättegång hölls nu i Vadstena, där dock Mauritz Rasmusson tog tillbaka anklagelserna mot alla medkumpaner han tidigare angivit. Hogenskild Bielke och Erik Gustafsson och Hogenskild Bielke rådde Johan III att låta döma Mauritz inför en häradsrätt, då många i allmogen såg honom som oskyldig. Johan III följde rådet och 15 april beordrade han att Mauritz Rasmusson skulle sändas till Västergötland. Han dömdes och fördes till Mölbacken vid Timmele där han avrättades.
Mauritz Rasmussons sammansvärjning torde tillsammans med andra som den av Bengt Halstensson Bagge bidrog troligen till Johan III:s beslut att låta avrätta brodern. I februari 1577 angrep Johan III i ett tal prästerskapet och omtalar då särskilt Mauritz Rasmussons sammansvärjning. Prosten Ullenius har berättat att det efter Mauritz Rasmussons död i Böne gick sägner om hur de som vittnat mot honom dött en våldsam död och att deras kroppar förts bort av Djävulen.